# Touch a New Day
Touch a New Day je popová píseň od německé zpěvačky Lena Meyer-Landrut Napsal ji Stefan Raab. Pochází z jejího debutového alba My Cassette Player.

## Hitparáda
| Země     | Umístění |
| -------- | -------- |
| Rakousko | 52       |
| Německo  | 13       |